# Chiloschista rodriguezii
Chiloschista rodriguezii là một loài thực vật có hoa trong họ Lan. Loài này được Cavestro & Ormerod mô tả khoa học đầu tiên năm 2005.